# Вебстер (округ, Міссісіпі)
Шаблон:StateAbbr_ 33°37′ пн. ш. 89°17′ зх. д. / 33.61° пн. ш. 89.28° зх. д.
Округ  Вебстер (англ. Webster County) — округ (графство) у штаті Міссісіпі, США. Ідентифікатор округу 28155.

## Історія
Округ утворений 1874 року.

## Демографія
За даними перепису 
2000 року 
загальне населення округу становило 10294 осіб, усе сільське.
Серед мешканців округу чоловіків було 4975, а жінок — 5319. В окрузі було 3905 домогосподарств, 2877 родин, які мешкали в 4344 будинках.
Середній розмір родини становив 3,07.
Віковий розподіл населення поданий у таблиці:
| Стать    | До 15 років | 15-21 | 22-29 | 30-39 | 40-49 | 50-65 | 65-85 | Понад 85 |
| -------- | ----------- | ----- | ----- | ----- | ----- | ----- | ----- | -------- |
| Чоловіки | 1146        | 547   | 432   | 699   | 719   | 754   | 607   | 71       |
| Жінки    | 1037        | 535   | 459   | 716   | 727   | 831   | 839   | 175      |

## Суміжні округи
- Калгун — північ
- Чикасо — північний схід
- Клей — схід
- Октіббега — південний схід
- Чокто — південь
- Монтгомері — захід
- Ґренада — північний захід

## Виноски
1. ↑  U.S. Decennial Census. United States Census Bureau. Архів оригіналу за 19 липня 2018. Процитовано 8 листопада 2014.
2. ↑  Historical Census Browser. University of Virginia Library. Архів оригіналу за 16 серпня 2012. Процитовано 8 листопада 2014.
3. ↑  Population of Counties by Decennial Census: 1900 to 1990. United States Census Bureau. Архів оригіналу за 28 грудня 2014. Процитовано 8 листопада 2014.
4. ↑  Census 2000 PHC-T-4. Ranking Tables for Counties: 1990 and 2000 (PDF). United States Census Bureau. Архів оригіналу (PDF) за 18 грудня 2014. Процитовано 8 листопада 2014.
5. ↑  State & County QuickFacts. United States Census Bureau. Архів оригіналу за 5 вересня 2015. Процитовано 7 вересня 2013.(англ.) Наведено за англійською вікіпедією.
6. ↑  American FactFinder. Бюро перепису населення США. Архів оригіналу за 26 лютого 2012. Процитовано 31 січня 2008.

| США | Це незавершена стаття з географії США. Ви можете допомогти проєкту, виправивши або дописавши її. |